# 聖多明哥縣 (厄瓜多爾)
聖多明哥縣（西班牙語：Cantón Santo Domingo），是厄瓜多爾的縣份，位於該國中部，由聖多明各-德洛斯查奇拉斯省負責管轄，始建於1967年7月3日，面積3,805平方公里，海拔高度1,000米，2010年人口368,013，人口密度每平方公里96.72人。
0°15′S 79°9′W / 0.250°S 79.150°W